# Centrum Medyczne Doliny
Centrum Medyczne Doliny (hebr. מרכז רפואי העמק, Merkaz Refu'i ha-Emek; ang. HaEmek Medical Center) – szpital położony w mieście Afula na północy Izraela.

## Położenie
Centrum Medyczne Doliny jest położone we wschodniej części Doliny Jezreel, u podnóża masywu góry Giwat ha-More (515 m n.p.m.).

## Historia
Początki szpitala sięgają 1921 roku, kiedy to powstały kibuce En Charod i Tel Josef. Wtedy to, grupy osadników żydowskich utworzyły w Dolinie Jezreel szpital. Początkowo funkcjonował on w niezwykle prymitywnych warunkach – w drewnianej chacie w kibucu En Charod mieściły się 22 łóżka dla pacjentów. Leczono w nim głównie chorych na malarię. Dyrektorem szpitala był dr Ben-Cijjon Harel, a od listopada 1923 roku jego prawą ręką w zarządzaniu sprawami administracyjnymi został Mojżesz Soroka. W 1924 roku za sprawą pochodzącego z Niemiec ginekologa Hugo Cohena, szpital powiększył się o izbę położniczą. Szpital dysponował wówczas już 32 łóżkami.
W grudniu 1925 roku za sprawą Icchaka Kaneva pojawiła się koncepcja przeniesienia szpitala do nowego budynku. Sprawę przekazano do konsultacji z mieszkańcami Doliny Jezreel, którzy mieli wybrać najbardziej dogodną lokalizację pod budowę budynków szpitalnych. W styczniu 1926 roku do dyskusji dołączył się dr Ben-Zion Harel, który podkreślił, że szpital w Hajfie nie jest w stanie zapewnić wystarczającej opieki medycznej mieszkańcom Doliny Jezreel. Wskazał on także na narastający problem przeciążenia istniejącego dotychczas szpitalu w dolinie, który również nie spełniał wymagań medycznych. Brak środków finansowych okazał się jednak najtrudniejszą przeszkodą w budowie szpitala. Na szczęście pomysł poparła Henrietta Szold, która przekonała American Jewish Joint Distribution Committee do zaangażowania się w budowę szpitala. Wraz z innymi organizacjami syjonistycznymi zebrano wymaganą sumę pieniędzy i w sierpniu 1926 roku podpisano umowę o budowie. Jako jego lokalizację wybrano miasteczko Afula, które ze swoim dworcem kolejowym i węzłem utwardzonych dróg służyło za regionalne centrum Doliny Jezreel.
Ceremonia wmurowania kamienia węgielnego odbyła się 11 sierpnia 1927 roku, natomiast uroczystość oddania pierwszego budynku szpitalnego miała miejsce 29 kwietnia 1930 roku. W latach 1930–1936 oddawano do użytku kolejne oddziały szpitalne, a w 1934 roku wybudowano w jego sąsiedztwie budynki mieszkalne dla personelu.

## Oddziały szpitalne
Szpital posiada następujące oddziały medyczne: chirurgia, chirurgia dziecięca, ortopedia, urologia, anestezjologia, chirurgia plastyczna, okulistyka, otorynolaryngologia, dermatologia, reumatologia, endokrynologia, interna, kardiologia, nefrologia, hematologia, oddział chorób zakaźnych, neurologia, pulmonologia, ginekologia i położnictwo, pediatria, oraz szpitalny oddział ratunkowy. Dodatkowo przy szpitalu znajduje się wiele poradni specjalistycznych. Przy szpitalu znajduje się także lądowisko dla helikopterów.

## Transport
W bezpośrednim sąsiedztwie szpitala przebiega droga ekspresowa nr 65.